# Моисеевское сельское поселение (Волгоградская область)
Моисе́евское се́льское поселе́ние — муниципальное образование в составе Котовского района Волгоградской области.
Административный центр — село Моисеево.

## История
Моисеевское сельское поселение образовано 22 декабря 2004 года в соответствии с Законом Волгоградской области № 974-ОД.

## Население
| 2010 | 2012  | 2013  | 2014  | 2015  | 2016  | 2017 |
| ---- | ----- | ----- | ----- | ----- | ----- | ---- |
| 1178 | ↘1132 | ↘1106 | ↘1067 | ↘1040 | ↘1020 | ↘983 |
| 2018 | 2019  | 2020  | 2021  |       |       |      |
| ↘968 | ↗994  | ↘943  | ↘912  |       |       |      |

## Состав сельского поселения
| № | Населённый пункт | Тип населённого пункта       | Население |
| - | ---------------- | ---------------------------- | --------- |
| 1 | Ефимовка         | село                         | 239       |
| 2 | Моисеево         | село, административный центр | 939       |